# ماري أوليفر (أستاذة جامعية)
ماري أوليفر (بالإنجليزية: Mary Oliver)‏ هي عازفة الجاز وعازفة كمان أمريكية، ولدت في 31 مايو 1956 في لاهويا في الولايات المتحدة.

## وصلات خارجية
- ماري أوليفر على موقع ميوزك برينز (الإنجليزية)
- ماري أوليفر على موقع أول ميوزيك (الإنجليزية)
- ماري أوليفر على موقع ديسكوغز (الإنجليزية)